# FNV Bond voor Creatieven
Kunstenaarsvakbond FNV KIEM is een Nederlandse vakbond die lid is van de vakcentrale FNV.
De FNV Bond voor Creatieven is een vakbond voor werknemers, freelancers en kleine zelfstandigen de kunsten, informatie-industrie, amusement en media. De organisatie kent diverse voorlopers: uit de Katholieke Nederlandse Grafische Bond en de Algemene Nederlandse Grafische Bond werd in 1978 de Federatie Druk & Papier gevormd en, na een fusie met de Kunstenbond FNV in 1998, FNV KIEM. Na de fusie op 1 januari 2015 van de FNV vakcentrale met de Abvakabo FNV, FNV Bondgenoten, FNV Bouw, FNV Sport kreeg de bond ook een nieuwe naam. 